# Finské letectvo
Finské letectvo (finsky Ilmavoimat, švédsky Flygvapnet) je součást Finských ozbrojených sil. V době míru je jejich úkolem dozor nad finským vzdušným prostorem, identifikační lety a budování sil rychlé reakce. Finské letectvo je jedním z nejstarších samostatných letectev na světě. Vzniklo 6. března 1918 jako letecká součást Finské armády, a organizačně samostatnou složkou ozbrojených sil Finska se stalo 4. května 1928. V roce 2017 bylo rozhodnuto o novém emblému vzdušných sil odebráním svastiky ze znaku.

## Historie

### Vznik a meziválečná doba

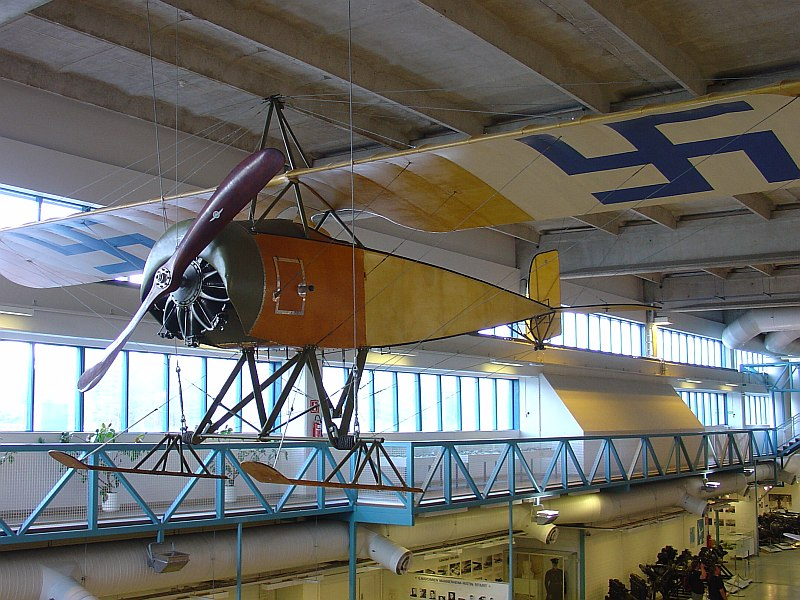
Replika letounu Thulin Typ D v Tikkakoski

Během finské občanské války trpěla bílá strana závislostí na zahraniční podpoře. Neutrální Švédsko mu odmítlo poslat zbraně a materiál, ale mnoho lidí se rozhodlo individuálně pomoci. Waldemar Langlet, editor švédského magazínu Aftonbladet, zakoupil Finsku ve Švédsku postavený průzkumný letoun Albatros B.II. Koupi financovala organizace Přátelé Finska.
Jednalo se o první letoun, který byl ze Švédska zaslán. Jeho přelet do Finska začal 25. února 1918 startem z města Haparanda, první mezipřistání proběhlo v městě Kokkola a při druhém v Jakobstadtu musel letoun nouzově přistát po poruše motoru. Poté, co dorazil na místo určení, dostal označení F2, přičemž F znamenalo Flygmaskin (švédsky letadlo). Při přeletu stroj pilotovali John-Allan Hygerth, který se stal prvním velitelem Finského letectva a Per Svanbäck.
Druhý letoun Finskému letectvu daroval švédský hrabě Eric von Rosen. Jednalo se o stroj Thulin Typ D (licenční Morane-Saulnier Type L), který 6. března 1918 přeletěl do Finska, přestože švédské úřady k přeletu nedali povolení a Nils Kindberg, který letoun pilotoval, dostal za opuštění země bez povolení pokutu 100 švédských korun. Tento letoun ve Finsku dostal označení F1 a bývá považován za první letoun finského letectva (rudí v občanské válce operovali s ruskou pomocí s větším množstvím letounů). Samotný F1 byl krátce po přeletu zničen při nehodě.
Finské letectvo bylo oficiálně založeno 6. března 1918 a několik prvních let, kdy podléhalo velení armády, se jmenovalo Letecké síly. Pro zajímavost je nutné dodat, že například samostatné Britské královské letectvo bylo založeno až 1. dubna 1918 a Švédské letectvo v roce 1926.
Na trup letounu Thulin Typ D, který daroval Finsku, namaloval hrabě Eric von Rosen svůj osobní symbol štěstí v podobě modré svastiky. Modrá svastika v bílém poli se krátce nato stala oficiální insignií Finského letectva. Stalo se tak 18. března 1918 rozkazem maršála Mannerheima. Svastika zůstala znakem letectva až do roku 1945, kdy musela být z rozhodnutí spojenců odstraněna.

### Zimní válka

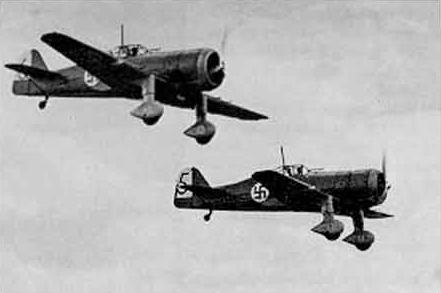
Dvojice Fokkerů D.XXI v letu za pokračovací války

Zimní válka začala 30. listopadu 1939, když sovětské bombardéry bombardovaly 21 finských měst. Sovětský svaz tehdy k podpoře útoku na Finsko vyčlenil 700 stíhacích letounů a 800 bombardovacích letounů. Zpočátku proti nim stálo 17 bombardérů a 31 stíhacích letounů. Nejmodernějším bombardérem byl licenčně stavěný Bristol Blenheim. Nosným stíhacím letounem byl Fokker D.XXI, stíhací jednoplošník s pevným podvozkem.
Ihned na počátku války byly finské letouny rozptýleny a pečlivě maskovány, aby nedošlo k jejich zničení na zemi. Na jejich místech se objevila řada atrap. Sovětské nálety na letiště tedy nepůsobily zásadní škody a finské stíhačky často napadaly odlétající nepřátelské bombardéry.
Během zimní války sestřelilo finské letectvo 218 sovětských letounů s vlastní ztrátou 47 strojů. Odhadem dalších 314 sovětských letounů sestřelila protiletadlová obrana a dalších 330 bylo zajato.

### Pokračovací válka

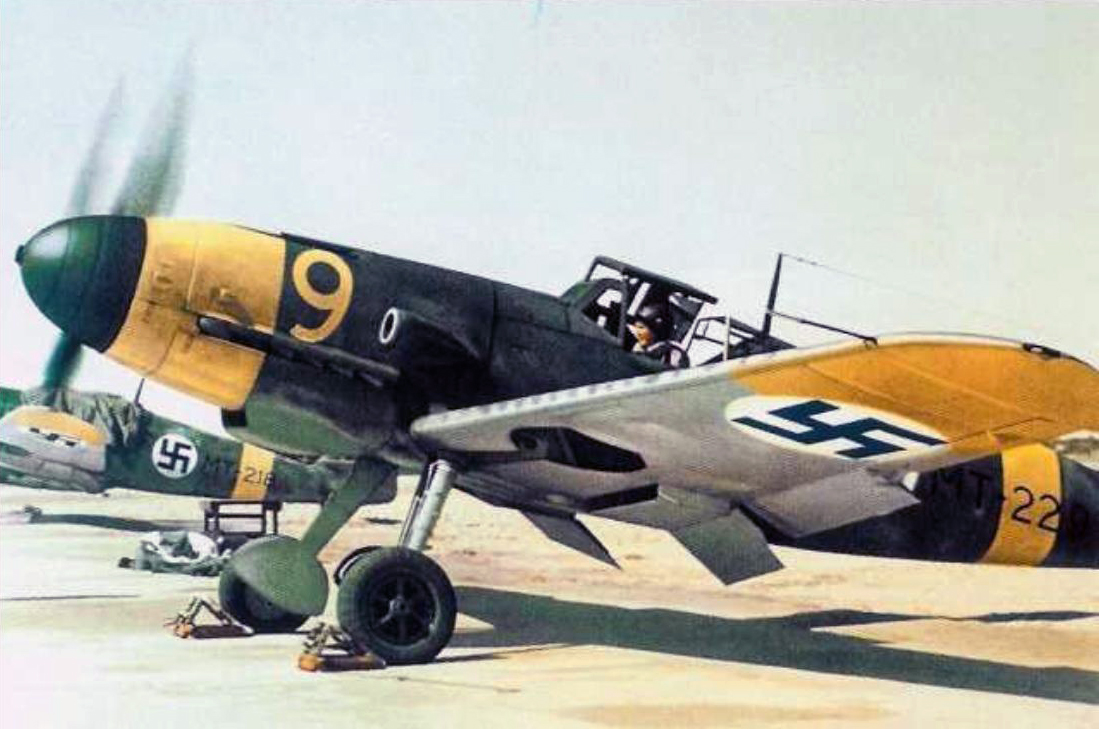
Finský Messerschmitt Bf 109 G-2 při startu z Helsinek

Na pokračovací válku už bylo Finské letectvo připraveno mnohem lépe. Do bojů vstupovalo s 550 letouny, které ale byly v zemích jejich původu často považovány za zastaralé. Mnoho z nich bylo získáno už během zimní války, ale nezařazeno do služby před jejím koncem. Z Velké Británie bylo získáno několik Hawkerů Hurricane, z Francie stíhací letouny Morane Saulnier MS.406, Itálie dodala stíhací letouny Fiat G.50, několik tuctů stíhaček Curtiss P-36 Hawk, ukořistěných ve Francii a Norsku dodalo Německo a poslední posilou byly americké stíhací letouny Brewster B239, které se v bojích velice osvědčily. Tyto typy v první linii vytlačili stroje, které nesly hlavní tíhu bojů zimní války, především Fokker D.XXI a Gloster Gladiator.
Hlavním úkolem Finského letectva v pokračovací válce byla ochrana finského vzdušného prostoru a rozrušování zásobovacích linií protivníka. Finské stíhací squadrony byly velice úspěšné a to především během ofenzivy v roce 1941. Základním stíhacím letounem byl až do roku 1943 americký Brewster B239. Letoun, který byl v USA a ve Velké Británii považován spíše za neúspěch, dosáhl ve Finsku velkých úspěchů. Brewstery dosáhly poměru 32 vítězství na jednu vlastní ztrátu a sestřelily 459 sovětských letounů při vlastní ztrátě 15 letounů.
V roce 1943 Messerschmitt Bf 109 vystřídaly Brewstery jako hlavní stíhací letouny a ty do konce války sloužily v druhé linii. I ostatní stíhací letouny, především Fiat G.50 a Curtiss P-36 Hawk se v rukou zkušených finských pilotů ukázaly jako užitečná zbraň. Používány byly také sovětské letouny, které se podařilo zajmout nebo opravit po nouzovém přistání.
Hlavními bombardovacími letouny byly typy Dornier Do 17 a Junkers Ju 88. Největší aktivitu bombardovací letectvo předvedlo v letních bitvách roku 1944, například v bitvě v oblasti Tali-Ihantala.
Finské letectvo bylo účinné, ale potýkalo se především s velkým nedostatkem náhradních dílů, které nebyly v případě Hawkerů, Brewsterů, Curtissů a Fiatů k dispozici většinu války. Opravy se tak prodlužovaly a Státní letecká továrna (Valtion Lentokonetehdas) byla zatížena jak opravou sestřelených sovětských letounů, údržbou opotřebovaných vlastních strojů tak i vývojem vlastních letounů, jako byla modifikace Brewsteru Buffalo, označená VL Humu.
Po uzavření příměří mezi SSSR a Finskem, muselo Finsko vykázat německé jednotky ze svého území. Poslední válečné nasazení Finského letectva v této válce tedy nakonec bylo během Laponské války proti Luftwaffe.
Během pokračovací války dosáhlo Finské letectvo 1 621 sestřelů při vlastní ztrátě 210 letounů. Přes nemalé ztráty zůstalo finské letectvo neporaženo.

### Studená válka

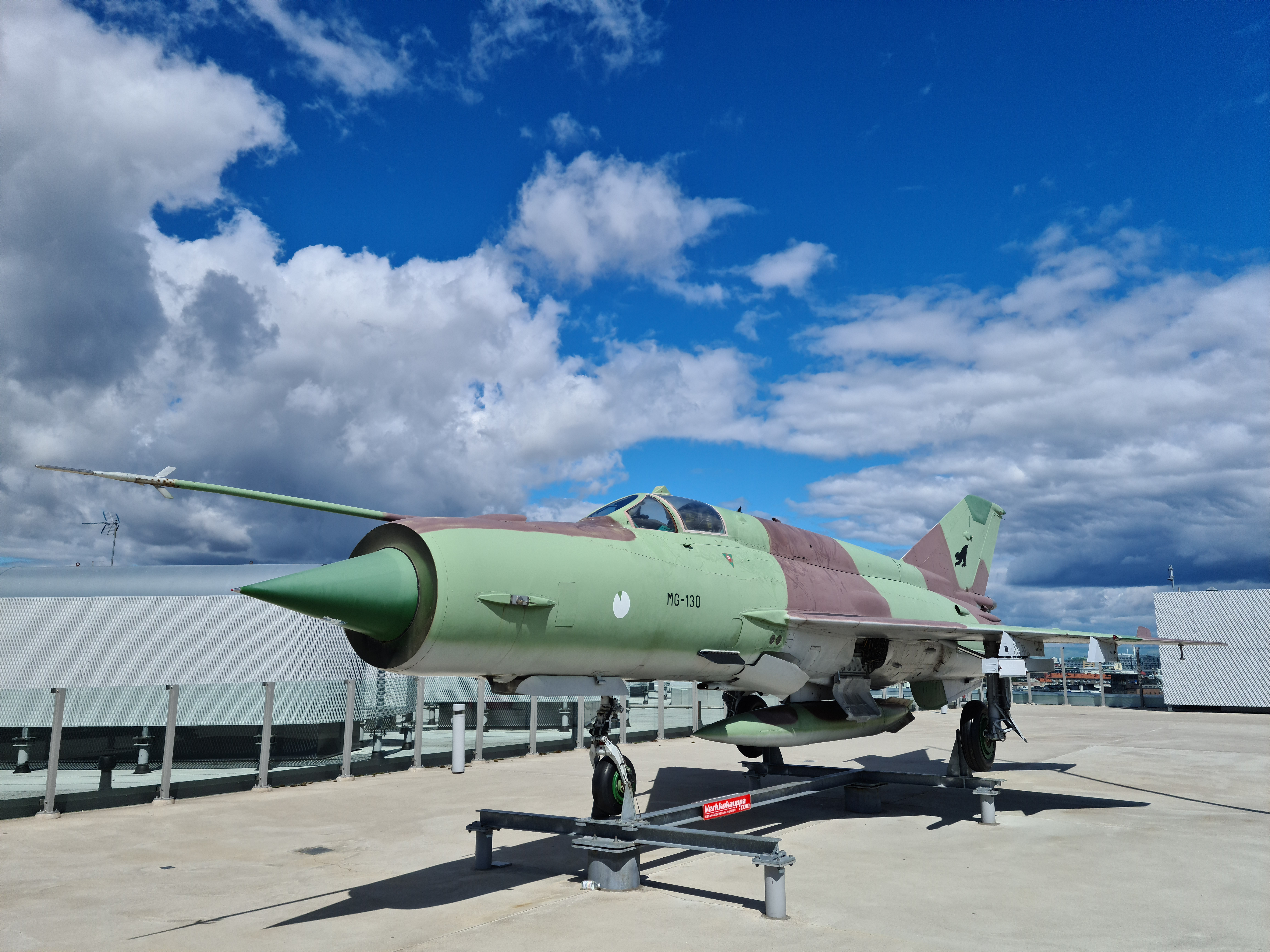
Finský MiG-21

Finsko, které během zimní války i druhé světové války uhájilo svou nezávislost, muselo po skončení bojů se Sovětským svazem omezit velikost svých sil a stalo se neutrálním státem. Jeho základní organizační jednotkou se stalo letecké křídlo (Lennosto). V době studené války tvořily základ výzbroje finského letectva stíhací letouny MiG-21 a Saab 35 Draken, které v 90. letech nahradil typ McDonnell Douglas F/A-18 Hornet .

### Hákový kříž ve finském letectvu
Svastika byla výsostným znakem finských letadel do roku 1945. První letadlo s tímto symbolem byl Thulin Typ D, osobní dar Erica von Rosena (švédský šlechtic, švagr Hermanna Göringa a čelný představitel švédského nacistického hnutí) antikomunistickým vojskům během finské občanské války. Na křídlech modrý hákový kříž vystřídal od poloviny 40. let bílomodrý terč, ale na oficiálním znaku finského letectva svastika vydržela přes mnoho kontroverzí (např. při návštěvách finských pilotů v Izraeli) až do roku 2017, kdy bylo rozhodnuto zaměnit ji zlatým orlem. Mnoho podřízených leteckých jednotek finské armády, stejně jako finská letecká vojenská akademie nicméně od používání hákového kříže neupustilo. Hákový kříž má na své standartě i vrchní velitel letectva, resp. armády, prezident Finské republiky.

## Současnost

### Provozované letouny

#### Stíhací letouny

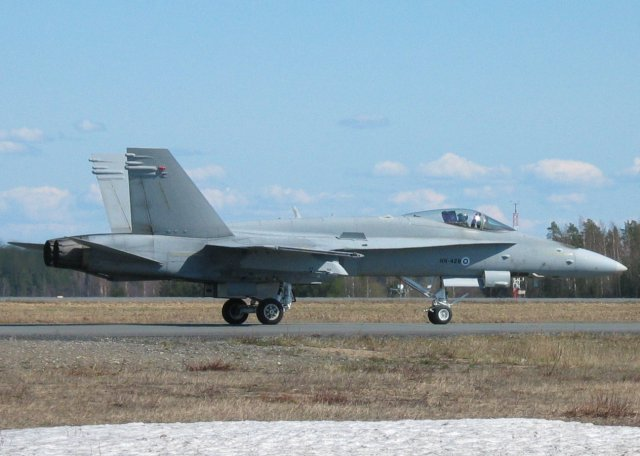
Finský McDonnell Douglas F-18C Hornet při startu.

- McDonnell Douglas F-18C Hornet (HN) - v současností nejdůležitější typ Finského letectva. Z 57 původně dodaných kusů byl jeden ztracen při nehodě a jeden přestavěn na dvoumístný.
- McDonnell Douglas F-18D Hornet (HN) - dvoumístný stíhací letoun. Původně bylo dodáno 7 kusů. Jeden byl později upraven z jednomístné verze F/A-18C.

#### Pokračovací výcvik
- BAe Hawk Mk.51/51A (HW) - dvoumístný letoun pro pokračovací výcvik. Z 57 dodaných letounů už bylo 7 zničeno při nehodách. 18 letounů varianty Mk.66 by mělo být od roku 2008 dodáno ze Švýcarska.

#### Transportní letouny
- Learjet 35A/S (LJ) - 3 kusy slouží jako kurýrní a pro vlečení cvičných cílů.
- Fokker F27 (FF) - finské letectvo provozuje dva kusy variant F.27-100 a F.27-400M, které dopravují speciální jednotky výsadkářů. Blíží se jejich vyřazení a nahrazení letouny C-295.
- EADS CASA C-295 (CC) - transportní letoun pro dopravu výsadkářů. Ze tří objednaných byly zatím dodány 2 kusy.

#### Cvičné letouny
- Valmet L-70 Vinka (VN) - letouny pro základní výcvik, 28 kusů.

#### Spojovací letouny
- Piper PA-31-350 Chieftain (PC) – sedmimístná transportní letadla, 6 kusů.
- Aermacchi M-290 RediGOValmet L-90 Redigo (RG) – čtyřmístný kurýrní letoun, 9 kusů.

Kromě Fokkerů by měly být brzy nahrazeny i cvičné Hawky a Pipery. Pro účast na mezinárodních zahraničních misích a získání větší transportní kapacity se uvažuje o zakoupení 2–3 velkých transportních letounů. Ve hře jsou zatím typy Airbus A330, zatím nedokončený letoun Airbus A400M a Boeing C-17 Globemaster III.

### Provozované vrtulníky
Finské letectvo provozovalo vrtulníky až do konce 90. let, kdy byly převedeny pod velení Finské armády. Vrtulníky jsou soustředěny v jednotce Utti Jaeger Regiment, která provozuje ruské typy Mil Mi-8T, Mil Mi-8P (celkem 6 kusů) a americké Hughes 500D a Hughes 500E. V současnosti je objednána dodávka 20 kusů nových vrtulníků NHI NH90.

### Bezpilotní letouny
Bezpilotní letouny provozuje armádní dělostřelectvo. Provozovaným typem je švýcarský taktický bezpilotní letoun, postavený podle izraelských bezpilotních letounů, RUAG Ranger. V současnosti jsou testovány i miniaturní bezpilotní letouny.

### Systém označování
Finské letectvo označuje své stroje dvojicí písmen a číselným kódem. Například stroje F/A-18 mají přiděleno označení HN.

## Přehled letecké techniky
| Název                            | Fotografie     | Původ              | Určení                                      | Verze             | V aktivní službě | Poznámky |                |
| Bojové letouny                   | Bojové letouny | Bojové letouny     | Bojové letouny                              | Bojové letouny    | Bojové letouny   | Bojové letouny | Bojové letouny |
| -------------------------------- | -------------- | ------------------ | ------------------------------------------- | ----------------- | ---------------- | --- | -------------- |
| McDonnell Douglas F/A-18 Hornet  |                | USA                | víceúčelový stíhací letoundvoumístný letoun | F/A-18CF/A-18D    | 547              | V prosinci 2021 bylo rozhodnuto o náhradě 64 stroji Lockheed Martin F-35A.                                                             |                |
| Lockheed Martin F-35 Lighting II |                | 🇺🇲 USA             |                                             | F-35A             | 0+64             | Objednané |                |
| Speciální letouny                |                |                    |                                             |                   |                  | |                |
| CASA C-295                       |                | Španělsko          | elektronický boj                            |                   | 1                | |                |
| Dopravní a transportní letouny   |                |                    |                                             |                   |                  | |                |
| CASA C-295                       |                | Španělsko          | transportní letoun                          |                   | 2                | |                |
| Learjet 35                       |                | USA                | užitkový a lehký dopravní letoun            |                   | 3                | |                |
| Pilatus PC-12                    |                | Švýcarsko          | spojovací/lehký dopravní letoun             | PC-12NG           | 6                | |                |
| Cvičná letadla                   |                |                    |                                             |                   |                  | |                |
| BAE Hawk                         |                | Spojené království | cvičný letoun                               | Mk.51/51A/66      | 43               | |                |
| M-290TP                          |                | Finsko             | cvičný a kurýrní letoun                     | Valmet L-70 Vinka | 9                | |                |
| Grob G 115                       |                | Německo            | cvičný letoun                               |                   | 1                | Předběžně objednáno 28 kusů. První byl převzat v listopadu 2016. Typ má v průběhu roku 2017 nahradit Valmet L-70 domácí finské výroby. |                |